# Commelina elliptica
Commelina elliptica är en himmelsblomsväxtart som beskrevs av Carl Sigismund Kunth. Commelina elliptica ingår i släktet himmelsblommor, och familjen himmelsblomsväxter. Inga underarter finns listade.